# Astéroïde Amor
Pour les articles homonymes, voir Amor.

Trajectoires des familles d'astéroïdes géocroiseurs Apollon et Aten et de la famille d'astéroïdes Amor. Les astéroïdes Amor ne font que frôler l'orbite terrestre, dessinée en bleu sur le schéma.

Les astéroïdes Amor sont un groupe d'astéroïdes définis par :
- une période orbitale supérieure à 1 an ;
- un périhélie supérieur à l'aphélie de la Terre (1,017 ua) : ce ne sont donc pas des astéroïdes géocroiseurs ;
- un périhélie inférieur à 1,3 ua : ce sont des astéroïdes dits proches de la Terre.

La plupart des astéroïdes Amor croisent l'orbite de Mars. Ils sont ainsi nommés d'après l'astéroïde (1221) Amor et sont aussi nommés astéroïdes géofrôleurs (Earth-grazing asteroids, « astéroïdes frôlant la Terre » en anglais)[Information douteuse]. Ce sont des frôleurs extérieurs[réf. nécessaire], c'est-à-dire qu'ils s'approchent de l'extérieur de l'orbite de la Terre, mais ne la coupent pas.
Le membre le plus célèbre est probablement (433) Éros, qui fut à la fois le premier de cette famille à être découvert et le premier astéroïde sur lequel une sonde — NEAR Shoemaker — s'est posée.
On connaît actuellement (22 mars 2021) 9 300 astéroïdes Amor dont 1202 sont numérotés et 81 nommés.

## Sous-groupes
Les astéroïdes Amor sont répartis en quatre sous-groupes : Amor I, Amor II, Amor III et Amor IV.
 Les Amor I ont un demi-grand axe compris entre 1,017 et 1,523 ua (demi-grand axe de l'orbite de Mars). Un des plus représentatifs est (15817) Lucianotesi.
 Les Amor II ont un demi-grand axe compris entre 1,52 et 2,12 ua[pourquoi ?]. Le plus représentatif est (1221) Amor.
 Les Amor III ont un demi-grand axe compris entre 2,12 et 3,57 ua[pourquoi ?].
 Les Amor IV ont un demi-grand axe supérieur à 3,57 ua. Le premier à avoir été nommé est (3552) Don Quichotte.

## Capture
Phobos et Déimos, les deux lunes (connues) de Mars, sont peut-être d'anciens astéroïdes Amor capturés par la planète.

## Liste d'astéroïdes Amor
Voici une liste de quelques Amor, dont tous les nommés (mars 2021) :
| Nom                     | Diamètre ou dimensions (km) | Distance moyenne au Soleil (UA) | Date de découverte | Découvreur                                             |
| ----------------------- | --------------------------- | ------------------------------- | ------------------ | ------------------------------------------------------ |
| (433) Éros              | 33 x 13 × 13                | 1,458                           | 13 août 1898       | Gustav Witt                                            |
| (719) Albert            | 2 × 4                       | 2,637                           | 3 octobre 1911     | Johann Palisa                                          |
| (887) Alinda            | 4,2                         | 2,4854                          | 3 janvier 1918     | Max Wolf                                               |
| (1036) Ganymède         | 38,5                        | 2,6629                          | 23 octobre 1924    | Walter Baade                                           |
| (1221) Amor             | 0,9 × 1,9                   | 1,9199                          | 12 mars 1932       | Eugène Delporte                                        |
| (1580) Betulia          | 4,57                        | 2,1966                          | 22 mai 1950        | Ernest Leonard Johnson                                 |
| (1627) Ivar             | 9,1                         | 1,8635                          | 25 septembre 1929  | Ejnar Hertzsprung                                      |
| (1915) Quetzálcoatl     | 0,5                         | 2,5416                          | 9 mars 1953        | Albert George Wilson                                   |
| (1916) Borée            | 3,5                         | 2,2735                          | 1er septembre 1953 | Sylvain Arend                                          |
| (1917) Cuyo             | 5,7                         | 2,1497                          | 1er janvier 1968   | Carlos Ulrrico Cesco, Arturo G. Samuel                 |
| (1943) Antéros          | 2,3                         | 1,4302                          | 13 mars 1973       | James B. Gibson                                        |
| (1980) Tezcatlipoca     | 4,3                         | 1,7097                          | 19 juin 1950       | Albert George Wilson, Åke Anders Edvard Wallenquist    |
| (2059) Baboquivari      | 2,1-4,7                     | 2,645                           | 16 octobre 1963    | Université de l'Indiana                                |
| (2061) Anza             | 2,6                         | 2,265                           | 22 octobre 1960    | H. L. Giclas                                           |
| (2202) Pélé             | 1,1-2,26                    | 2,291                           | 7 septembre 1972   | A. R. Klemola                                          |
| (2368) Beltrovata       | 3                           | 2,105                           | 4 septembre 1977   | Paul Wild                                              |
| (2608) Sénèque          | 0,9                         | 2,503                           | 17 février 1978    | H.-E. Schuster                                         |
| (3102) Krok             | 1,6                         | 2,152                           | 21 août 1981       | Ladislav Brožek                                        |
| (3122) Florence         | 4,9                         | 1,769                           | 2 mars 1981        | S. J. Bus                                              |
| (3199) Néfertiti        | 1,8                         | 1,574                           | 13 septembre 1982  | C. S. Shoemaker, E. M. Shoemaker                       |
| (3271) Ul               | 1,5-3,4                     | 2,102                           | 14 septembre 1982  | H.-E. Schuster                                         |
| (3288) Séleucos         | 2,8                         | 2,033                           | 28 février 1982    | H.-E. Schuster                                         |
| (3352) McAuliffe        | 2,1-4,7                     | 1,879                           | 6 février 1981     | N. G. Thomas                                           |
| (3551) Vérénia          | 0,87                        | 2,093                           | 12 septembre 1983  | R. S. Dunbar                                           |
| (3552) Don Quichotte    | 18,7                        | 4,227                           | 26 septembre 1983  | P. Wild                                                |
| (3553) Méra             | 1,6-3,5                     | 1,645                           | 14 mai 1985        | C. S. Shoemaker                                        |
| (3671) Dionysos         | 0,89                        | 2,198                           | 27 mai 1984        | C. S. Shoemaker, E. M. Shoemaker                       |
| (3691) Bède             | 4,3                         | 1,774                           | 29 mars 1982       | L. E. González                                         |
| (3757) Anagolay         | 0,5                         | 1,834                           | 14 décembre 1982   | Eleanor F. Helin                                       |
| (3908) Nyx              | 1,0                         | 1,9270                          | 6 août 1980        | H.-E. Schuster                                         |
| (3988) Homa             | 0,7                         | 1,545                           | 4 juin 1986        | Eleanor F. Helin                                       |
| (4055) Magellan         | 2,8                         | 1,820                           | 24 février 1985    | Eleanor F. Helin                                       |
| (4401) Aditi            | 1,9-4,3                     | 2,579                           | 14 octobre 1985    | C. S. Shoemaker                                        |
| (4487) Pocahontas       | 1,0-2,2                     | 1,730                           | 17 octobre 1987    | C. S. Shoemaker                                        |
| (4503) Cléobule         | 2,7                         | 2,698                           | 28 novembre 1987   | C. S. Shoemaker                                        |
| (4587) Rees             | 2-5                         | 2,653                           | 30 novembre 1973   | C. J. van Houten, I. van Houten-Groeneveld, T. Gehrels |
| (4947) Ninkasi          | 0,6                         | 1,370                           | 12 octobre 1988    | C. S. Shoemaker                                        |
| (4954) Eric             | 9,5                         | 2,002                           | 23 septembre 1990  | B. Roman                                               |
| (4957) Brucemurray      | 2,4                         | 1,565                           | 15 décembre 1990   | E. F. Helin                                            |
| (5324) Liapounov        | 3,1                         | 2,961                           | 22 septembre 1987  | L. G. Karatchkina                                      |
| (5332) Davidaguilar     | 5,2                         | 2,163                           | 16 février 1990    | A. Sugie                                               |
| (5370) Taranis          | 5,8                         | 3,339                           | 2 septembre 1986   | Alain Maury                                            |
| (5620) Jasonwheeler     | 1,77                        | 2,158                           | 19 juillet 1990    | B. Roman, E. F. Helin                                  |
| (5626) Melissabrucker   | ?                           | 2,195                           | 18 mars 1991       | Spacewatch                                             |
| (5653) Camarillo        | 1,54                        | 1,795                           | 21 novembre 1992   | E. F. Helin, K. J. Lawrence                            |
| (5751) Zao              | 2,3                         | 2,103                           | 5 janvier 1992     | Masahiro Koishikawa                                    |
| (5797) Bivoj            | 0,5                         | 1,893                           | 13 janvier 1980    | Antonín Mrkos                                          |
| (5863) Tara             | 2,7                         | 2,221                           | 7 septembre 1983   | C. S. Shoemaker, E. M. Shoemaker                       |
| (5869) Tanit            | 1,1-2,4                     | 1,812                           | 4 novembre 1988    | C. S. Shoemaker                                        |
| (5879) Almérie          | 1,0-2,2                     | 1,625                           | 8 février 1992     | K. Birkle, D. Hopp                                     |
| (6050) Miwablock        | 3,54                        | 2,203                           | 10 janvier 1992    | Spacewatch                                             |
| (6178) 1986 DA          | 3,15                        | 2,809                           | 16 février 1986    | Minoru Kizawa                                          |
| (6456) Golombek         | 2,0-4,5                     | 2,194                           | 27 janvier 1992    | E. F. Helin, K. J. Lawrence                            |
| (6569) Ondaatje         | 1,8                         | 1,626                           | 26 juin 1993       | Jean Mueller                                           |
| (7088) Ishtar           | 1,4-3,1                     | 1,980                           | 1er janvier 1992   | C. S. Shoemaker, E. M. Shoemaker                       |
| (7336) Saunders         | 0,6                         | 2,307                           | 6 septembre 1989   | E. F. Helin                                            |
| (7358) Oze              | 4,5                         | 2,198                           | 27 décembre 1995   | T. Kobayashi                                           |
| (7480) Norwan           | 1,1                         | 1,568                           | 1er août 1994      | C. S. Shoemaker, E. M. Shoemaker                       |
| (8013) Gordonmoore      | 1,2                         | 2,201                           | 18 mai 1990        | E. F. Helin                                            |
| (8034) Akka             | 0,8                         | 1,830                           | 3 juin 1992        | C. S. Shoemaker, E. M. Shoemaker                       |
| (8709) Kadlu            | 1,2-2,7                     | 2,532                           | 14 mai 1994        | C. S. Shoemaker, E. M. Shoemaker                       |
| (9172) Abhramu          | 1,6-3,5                     | 2,708                           | 29 juillet 1989    | C. S. Shoemaker, E. M. Shoemaker                       |
| (9950) ESA              | 2,47                        | 2,440                           | 8 novembre 1990    | C. Pollas                                              |
| (11284) Belenos         | 0,8-1,7                     | 1,740                           | 21 janvier 1990    | Alain Maury                                            |
| (13553) Masaakikoyama   | 4,8                         | 2,192                           | 2 mai 1992         | T. Seki                                                |
| (15745) Yuliya          | 1,8                         | 1,719                           | 3 août 1991        | E. Elst                                                |
| (15817) Lucianotesi     | 0,7                         | 1,325                           | 28 août 1994       | A. Boattini, M. Tombelli                               |
| (16064) Davidharvey     | 4,1                         | 2,851                           | 5 septembre 1999   | Catalina Sky Survey (CSS)                              |
| (16912) Rhiannon        | 0,76-1,69                   | 1,751                           | 2 mars 1998        | OCA-DLR Asteroid Survey (ODAS)                         |
| (18106) Blume           | 0,9-1,9                     | 2,444                           | 4 juillet 2000     | LONEOS                                                 |
| (20460) Robwhiteley     | 2,7                         | 1,877                           | 13 juin 1999       | Catalina Sky Survey (CSS)                              |
| (21088) Chelyabinsk     | 4,23                        | 1,707                           | 30 janvier 1992    | Eric Walter Elst                                       |
| (52387) Huitzilopochtli | 0,87                        | 1,28                            | 20 juillet 1993    | Eric Walter Elst                                       |
| (52768) 1998 OR2        | 2,1-4,7                     | 2,38                            | 24 juillet 1998    | NEAT                                                   |
| (96189) Pygmalion       | 3,6                         | 1,821                           | 6 juillet 1991     | H. Debehogne                                           |
| (99799) 2002 LJ3        | ?                           | 1,4618                          | 5 juin 2002        | Near Earth Asteroid Tracking (NEAT)                    |
| (154991) Vinciguerra    | 0,6-1,3                     | 1,705                           | 17 janvier 2005    | A. Boattini, H. Scholl                                 |
| (162011) Konnohmaru     | 1,7                         | 2,827                           | 4 janvier 1994     | Y. Kushida, O. Muramatsu                               |
| (164215) Doloreshill    | 0,3-0,67                    | 2,115                           | 25 juin 2004       | CSS                                                    |
| (189011) Ogmios         | 0,48-1,07                   | 1,500                           | 8 juillet 1997     | ODAS                                                   |
| (452307) Manawydan      | ?                           | 1,87                            | 5 décembre 1997    | ODAS                                                   |
| (481984) Cernunnos      | ?                           | 2,2                             | 20 mai 2009        | Michel Ory                                             |
| (605911) Cecily         | 0,5                         | 1,72                            | 3 décembre 2016    | David Rankin (it)                                      |

### Homonyme
- Amor est aussi un cognomen, « surnom » romain.